# Ordem da Austrália
A Ordem da Austrália (em inglês Order of Australia), é uma ordem de cavalaria estabelecida por Elizabeth II do Reino Unido, Monarca da Austrália, em 14 de fevereiro de 1975 "com o propósito de reconhecimento aos cidadãos australianos e outras pessoas por seus feitos ou serviços meritórios".
As pessoas premiadas que não são cidadãos australianos recebem-no na categoria de "honorários". A Ordem é dividida de acordo com as divisões militares gerais, com os seguintes graus, em sequência de antiguidade:
- Knight ou Dame - "cavaleiro" ou "dama" - (AK or AD; concedido entre 1976-1986)
- Companion - "companheiro" - (AC)
- Officer - "oficial" - (AO)
- Member - "membro" - (AM)
- Medal of the Order of Australia - "Medalha da Ordem da Austrália" - (OAM; desde 1976).